# Rifugio Granaderos
Il rifugio Granaderos (in spagnolo Refugio Granaderos) è un rifugio antartico temporaneo argentino nei pressi della base San Martín.
Localizzato ad una latitudine di 68° 42' sud e ad una longitudine di 67°40' ovest, venne costruito nel 1957 come punto di appoggio logistico ed è attualmente abbandonato.